# Atesta nigrihumerus
Atesta nigrihumerus là một loài bọ cánh cứng trong họ Cerambycidae.